# Baie de Valona
Pour les articles homonymes, voir Valone.
La Baie de Valona se situe en Albanie, sur la mer Adriatique. La ville de Vlora donne sur cette baie.
Elle s'étend sur 16 km du nord au sud et 8 km de l'est à l'ouest. L'île de Sazan contrôle l'ensemble et le passage vers la mer Adriatique, d'où son nom de « sentinelle de Vlora » ou que l'historien Petrit Nathanaili de l'université de Tirana (Albanie) appelle dans un article « Porte de l’Adriatique ». En effet, cette dernière semble être le lieu stratégique pour maîtriser le détroit d’Otranto.

## Histoire
La baie abrite l'antique cité portuaire d'Oricum, devenue un port byzantin appelé Jéricho, qui possède un intérêt stratégique car verrouillant la mer Adriatique, et se situant à proximité du rivage italien, mais aussi contrôlant la vallée du Dukati.
En août 1638, s'y est déroulée la bataille de Valona, opposant les flottes vénitienne et algérienne.

## Sources et références
1. 1 2  Petrit Nathanaili, « L’île de Sazan (Sasεno) ou la « Porte de l’Adriatique » », Balkanologie, vol. VI, nos 1-2, Dossier : Contentieux micro-territoriaux dans les Balkans, XIXe – XXe siècles,‎ décembre 2002, p. 41-46 (lire en ligne).
2. ↑  Alain Ducellier, La façade maritime de l'Albanie au Moyen âge : Durazzo et Valona du XIe au XVe siècle, Éditions de l'École des hautes études en sciences sociales, coll. « Documents et recherches sur l'économie des pays byzantins, islamiques et slaves et leurs relations commerciales au Moyen-âge », 1981, 702 p. (ISSN 0070-6957), p. 39
3. ↑  Henri Sacchi, La guerre de trente ans : La Guerre des cardinaux, Paris/Budapest/Torino, L'Harmattan, 2003, 512 p. (ISBN 2-7475-2302-0, lire en ligne), p. 179.